# Путьково (Псковская область)
Путьково — деревня в Гдовском районе Псковской области России. Входит в состав Самолвовской волости Гдовского района.
Расположена на юго-западе района на берегу Тёплого озера Псковско-Чудского водоёма, в 9 км к юго-западу от волостного центра Самолва.

## Население
Численность населения деревни на 2000 год составляла 36 человек.